# Sforzové
Sforzové jsou italský šlechtický rod, který v letech 1450 až 1535 vládl Milánskému vévodství a vystřídal tak rod Viscontiů. Jelikož Sforzové si svou moc vymohli vojensky, byla právě armáda za jejich vlády v Miláně na prvním místě.

## Historie rodu

### Zakladatel rodu Muzio Attendolo „Sforza“
Dynastie Sforzů datuje svůj původ od romagneského kondotiéra Muzio Attendola, později řečeného Sforza („Silný“). Ten se narodil v Cotignole do rodiny bohatých venkovských šlechticů. Podle legendy zrovna oral otcovo pole, když kolem prošla skupina verbířů, hledající nové rekruty do armády. Muzio se při pohledu na ně rozhodl, že s nimi odejde. Ukradl otci jednoho z jeho hřebců a svůj domov opustil.
Muzio se přidal k družině prvního italského kondotiéra Alberica da Barbiano. Zde získal přezdívku pro svou spolehlivost, sílu a schopnost nečekaně obracet průběh bitev – přezdívku, jež se stala nakonec jménem jeho rodu. Dále sloužil ve vojsku města Perugia, které se urputně bránilo před milánským vévodou Gianem Galeazzem Viscontim. To, že za krátkou dobu Muzio změnil strany a naopak hájil právo milánského vévodství, je typickou „skvělou“ ukázkou (ne)věrnosti a oddanosti italských žoldnéřů a kondotiérů.
Proti rodu Viscontiů se znovu obrátil, když byl najat Florenťany, ale z jejich služeb byl propuštěn po porážce v bitvě u Casalecchia, kde se setkal se svým bývalým pánem Albericem de Barbianem. Ten však tentokrát stál na druhé straně. Zbytek života strávil Muzio ve službách Neapolského království.
Před svou smrtí v roce 1424 stihl zplodit hned několik dětí. Nejdůležitější z nich byl ale Francesco, nemanželský syn Muziovy milenky Lucie Terzani da Marsciano. Všichni jeho potomci začali přezdívku Sforza používat jako legitimní jméno.

### Sforzové jako milánští vévodové

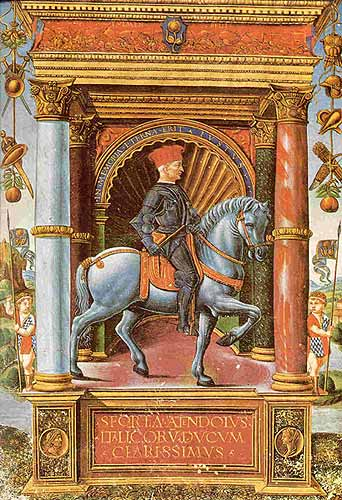
Miniatura Muzia Attendola z 15. století

Po vymření vládnoucího rodu Viscontiů v roce 1447 byla v Miláně skupinou šlechticů a právníků univerzity v Pavii s podporou lidu vyhlášena Ambrosiánská republika, ačkoliv právoplatným dědicem milánského vévodství byl francouzský vévoda Karel Orleánský. Ten však nedokázal své nároky prosadit, a tak kondotiér Francesco Sforza, který se oženil s nelegitimní dcerou posledního vévody Filippa Marii Viscontiho Blankou Marií, využil příležitosti a roku 1450 se ujal vlády nad vévodstvím. Jeho následnictví bylo uznáno skrze sňatek s Blankou Marií Viscontiovou.
V roce 1498 se tehdejší orleánský vévoda stal francouzským králem jako Ludvík XII. a v boji o milánský vévodský stolec si počínal mnohem důrazněji než jeho otec Karel. Roku 1499 francouzská armáda vtrhla do severní Itálie a vyhnala vévodu Lodovica Sforzu, který později zemřel ve francouzském zajetí. Do roku 1512 pak vévodství ovládala francouzská armáda, která pak byla poražena jednotkami švýcarských žoldnéřů. Ti na trůn dosadili Lodovicova syna Massimiliana. Jeho vláda však netrvala dlouho, protože v roce 1515 vpadla do země opět francouzská armáda, tentokrát pod velením nového krále Františka I., a zajala v bitvě u Marignana mladého vévodu. Francouzi v zemi setrvali do roku 1521, kdy byli vytlačeni armádou císaře Karla V., a na vévodský stolec usedl Massimiliánův mladší bratr Francesco II. Sforza.
Po porážce francouzských vojsk císařskými u Pavie v roce 1525 se vévoda Francesco připojil k alianci proti římskoněmeckému císaři Karlovi V., protože jeho vliv v Itálii byl příliš silný. Tento krok měl za následek rychlé vyhnání Francesca II. z Milána císařskými vojsky. Francesco si však podržel kontrolu nad ostatními městy vévodství, a do Milána byl znovu dosazen mírovou dohodou z Cambrai z roku 1529. Po Francescově smrti roku 1535 znovu vyvstala otázka nástupnictví, protože nezanechal mužského potomka - tím skončila vláda rodu Sforzů.

## Sforzovští vládci Pesara a Gradary
- Alessandro, 1445–1473
- Costanzo I., 1473–1483
- Giovanni, 1483–1500 a 1503–1510
- Costanzo II., 1510–1512
- Galeazzo, 1512[1]